# Вурманкас-Туруново
Вурманка́с-Ту́руново (чув. Вăрманкас Тăрăн) — деревня в Чебоксарском районе Чувашской Республики. Входит в состав Чиршкасинского сельского поселения.

## География
Находится в северной части Чувашии  на расстоянии приблизительно 19 км на юго-запад по прямой от районного центра посёлка Кугеси на правобережье реки Кашканарка.

## История
Известна с 1859 года, когда здесь (околоток села Туруново) было 8 дворов и 48 жителей. В 1897 году было 212 жителей, в 1926 — 53 двора, 234 жителя, в 1939 году — 260 жителей, в 1979 году — 186. В 2002 году было 82 двора, в 2010 — 81 домохозяйство. В 1929 был образован колхоз «Крестьянин», в 2010 году действовал СХПК «Туруновский».

## Население
Постоянное население составляло 265 человек (чуваши 99%) в 2002 году, 266 в 2010.